# Кчево (Слупський повіт)
Кчево (пол. Kczewo) — село в Польщі, у гміні Кобильниця Слупського повіту Поморського воєводства.
Населення — 153 особи (2011).
У 1975-1998 роках село належало до Слупського воєводства.

## Демографія
Демографічна структура станом на 31 березня 2011 року:
|          | Загалом | Допрацездатний вік | Працездатний вік | Постпрацездатний вік |
| -------- | ------- | ------------------ | ---------------- | -------------------- |
| Чоловіки | 82      | 23                 | 57               | 2                    |
| Жінки    | 71      | 16                 | 39               | 16                   |
| Разом    | 153     | 39                 | 96               | 18                   |